# Megaprosopus rufiventris
Megaprosopus rufiventris är en tvåvingeart som beskrevs av Macquart 1843. Megaprosopus rufiventris ingår i släktet Megaprosopus och familjen parasitflugor. Inga underarter finns listade i Catalogue of Life.